# Svarttorps kyrka

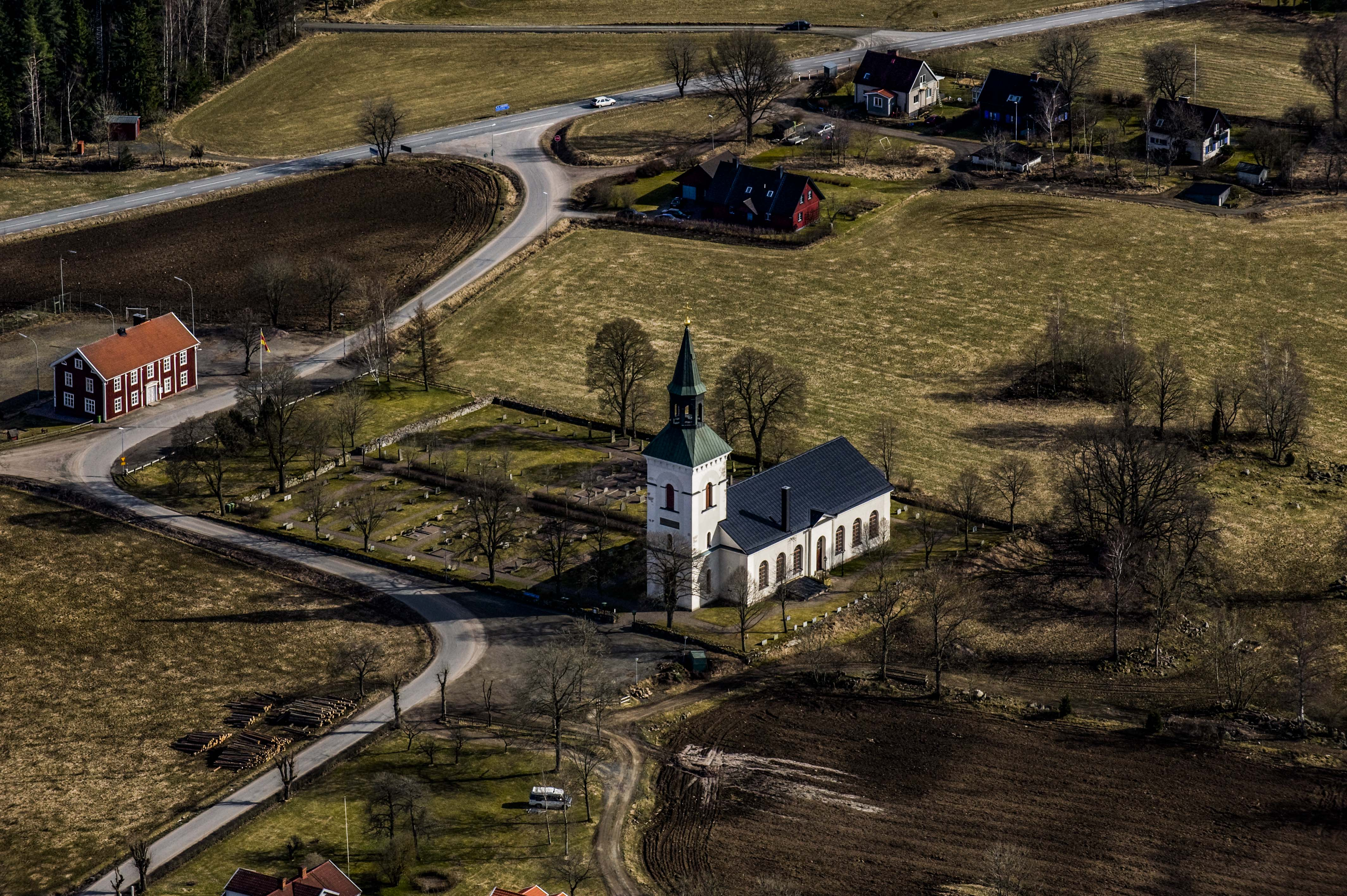
Flygfoto över Svarttorps kyrka.

Svarttorps kyrka är en kyrkobyggnad i Svarttorp i Växjö stift. Den är församlingskyrka i Lekeryds församling.

## Kyrkobyggnaden
Svarttorps kyrka är uppförd åren 1869–1870 av byggmästare Anders Pettersson från Värsås efter ritningar av arkitekt Ludvig Hedin vid Överintendentsämbetet. Arkitekturstilen är nyklassisistisk med enkla, strama former där man tagit inspiration från antikens arkitektur. Invigningen ägde rum år 1871. Platsens grundförhållanden har medfört att kyrkans långhus fått en nord-sydlig orientering. Vid norra kortsidan finns kyrktorn med vapenhus och ingång. Vid södra kortsidan finns koret som har samma bredd som långhuset. Söder om koret finns en halvrund sakristia. Vid västra långsidan finns ett nedgrävt pannrum från år 1937.
Tidigare har det i Svarttorp funnits en kyrka från medeltiden, förmodligen med sina äldsta delar från 1100-talet. Den gamla kyrkan var försedd med 3 altaren: ett högaltare, ett altare tillägnat skyddshelgonet S:t Laurentius samt ett för jungfru Maria. Ett medeltida altarskåp finns numera på Historiska museet i Stockholm. En altaruppsats från 1703 av Anders Ekeberg finns deponerad i Ljungarums kyrka. 
År 1877 såldes en 1700-talsorgel till Tengene kyrka.
År 1997 gjordes en ombyggnad då nederdelen av kyrkan försågs med ett andaktsrum, toalett och ny uppgång till läktaren. Den senaste renoveringen avslutades med en återinvigning 18 mars 2012.

## Inventarier
- Dopfunten är det enda av den gamla kyrkans inventarier som fortfarande är i bruk. Den är tillverkad av Mäster Bestiarius som verkade i slutet av 1100-talet.
- Madonnaskulpturen som finns vid väggen vid dopfunten är endast en avgjutning eftersom originalet finns på museum i Stockholm.
- I andaktsrummet finns en dopängel från 1700-talet som kommer från den gamla kyrkan.
- Vid koret i kyrkorummets sydöstra del står predikstolen som består av en femsidig korg och ett ljudtak. Predikstolen är färgsatt i vitt med förgyllda lister och dekor.
- I kyrkorummets nordöstra del finns gamla kyrkans predikstol placerad som ett museiföremål. Predikstolen i renässansstil är tillverkad av ek på 1600-talet och är utsmyckad med intarsiainläggningar.

### Orgel
- Före 1763 fanns en orgel med åtta stämmor som såldes 1763 till Burseryds kyrka.
- 1763 byggde Jonas Wistenius, Linköping, en orgel[2] med åtta stämmor, som såldes till Tengene kyrka.
- 1871 byggde E. A. Setterquist & Son, Örebro, en mekanisk orgel. Den blev avsynad 8 april 1871 av musikdirektör Knut Lönngren, Växjö.[3] Den omdisponeras 1958 av Frede Aagaard och renoverades 1972 av J. Künkels Orgelverkstad.

| Manual I         | Manual II    | Pedalverk  | Koppel |
| Borduna 16'      | Rörflöjt 8'  | Subbas 16' | I/P    |
| Principal 8' B/D | Flöjt 4'     | Borduna 8' | II/I   |
| Gedackt 8'       | Principal 2' | Basun 16'  |        |
| Kvintadena 8'    |              |            |        |
| Oktava 4'        |              |            |        |
| Flöjt 4'         |              |            |        |
| Oktava 2'        |              |            |        |
| Cornett 3 chor   |              |            |        |